# ستويان ججوروسكي
ستويان ججوروسكي مواليد 6 نوفمبر 1991 في غوستيفار، مقدونيا، هو لاعب كرة سلة محترف مقدوني بدأ مسيرته الاحترافية في سنة 2014. يبلغ طوله 6 قدم 8 بوصة (2.0 م). هو أحد لاعبي منتخب مقدونيا لكرة السلة.

## روابط خارجية
- ستويان ججوروسكي على موقع الاتحاد الدولي لكرة السلة (الإنجليزية)
- ستويان ججوروسكي على موقع كرة السلة الأوروبية.كوم (الإنجليزية)
- ستويان ججوروسكي على موقع كلية كرة السلة في سبورتس رفرنس.كوم (الإنجليزية)
- ستويان ججوروسكي على موقع ريلجم (الإنجليزية)
- ستويان ججوروسكي على موقع بروبوليرز (الإنجليزية)
- ستويان ججوروسكي على موقع سبورتس رفرنس (الإنجليزية)